# 88e brigade mécanisée
Pour les articles homonymes, voir 88e brigade.
La 88e brigade mécanisée (en ukrainien : 88-ма окрема механізована бригада, abrégé en 88 ОМБр) serait une grande unité d'infanterie mécanisée de l'Armée de terre ukrainienne créée en mars 2023.

## Historique
En mars 2023 la brigade, qui était en formation, était placée en réserve, et stationnée dans les forêts de la région de Rivne à la frontière avec la Biélorussie avec la 13e brigade de chasseurs et équipées de matériel occidental ainsi que de stocks soviétiques, AK-47, MT-12 Rapira, ZU-23-2. Elle a été engagée dans la région de Zaporijjia.